# St. Josef (Niederndorf)

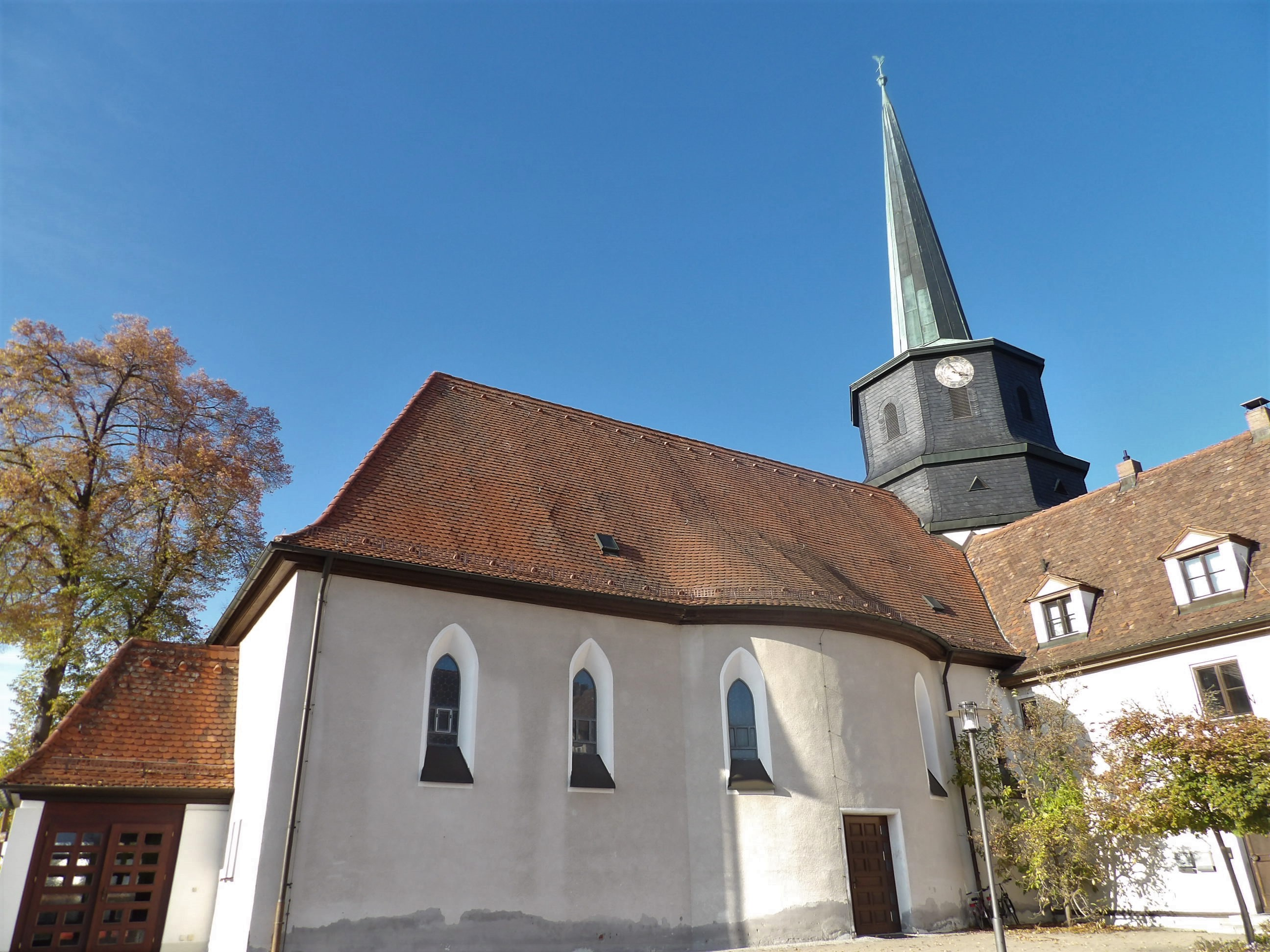
Pfarrkirche St. Josef (Herzogenaurach-Niederndorf)

St. Josef ist die römisch-katholische Pfarrkirche von Niederndorf, einem Stadtteil des mittelfränkischen Herzogenaurach. Die Pfarrei ist mit den drei übrigen römisch-katholischen Pfarreien Herzogenaurachs zur Pfarreiengemeinschaft Herzogenaurach zusammengeschlossen, die zum Dekanat Erlangen des Erzbistums Bamberg gehört.

## Lage

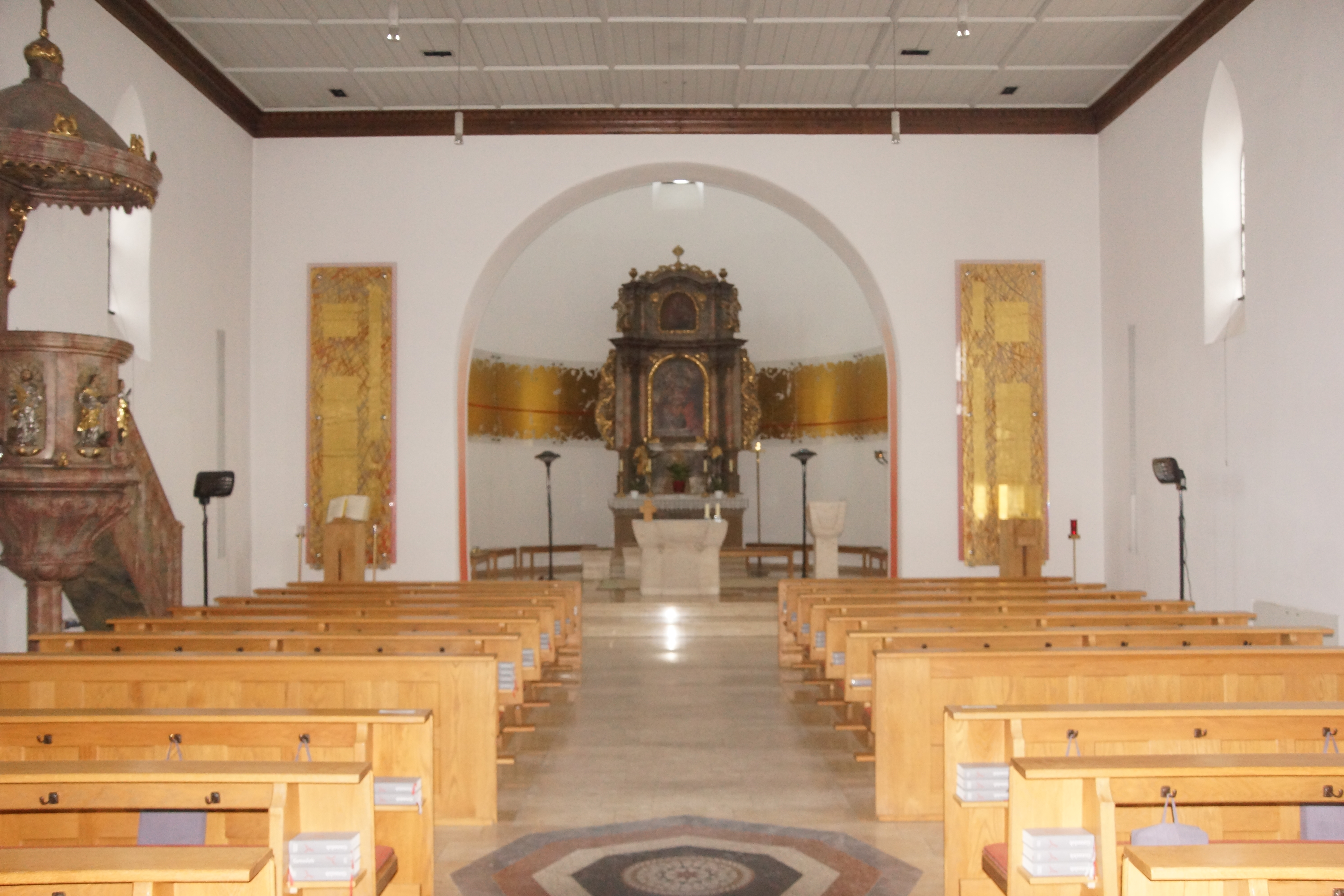
Blick zum Altar nach der Renovierung

Die Pfarrkirche befindet sich in der Gemarkung Niederndorf am St.-Josefs-Platz 6. Direkt vor der Kirche verläuft die Staatsstraße St 2244, seitlich gehen die Schulstraße und die Lohhofer Straße ab. Hinter der Kirche befindet sich der dazugehörige römisch-katholische Friedhof St. Josef. Vor dem Kirchplatz befindet sich die Bus-Haltestelle St. Josefskirche verschiedener Buslinien der Herzogenauracher Verkehrsgesellschaft herzobus.

## Geschichte
Die Mehrheit der Niederndorfer ist römisch-katholisch. Die Gläubigen mussten seit jeher nach Herzogenaurach zur Messe. 1921 gründete sich ein  Kirchenbauverein. Bereits im November desselben Jahres wurde das Bauvorhaben beschlossen. Die nach Plänen des Münchner Architekten Fritz Fuchsenberger errichtete Kirche wurde im November 1923 geweiht. 2013 wurde der Innenraum durchgreifend renoviert.